# Säby landskommun, Skåne
För andra landskommuner med detta namn, se Säby.
Säby landskommun var en tidigare kommun i dåvarande Malmöhus län.

## Administrativ historik
Kommunen bildades i Säby socken i Rönnebergs härad i Skåne när 1862 års kommunalförordningar trädde i kraft. 
Vid kommunreformen 1952 uppgick kommunen i Härslövs landskommun som 1974 uppgick i Landskrona kommun.